# Episodi di In Plain Sight - Protezione testimoni (prima stagione)

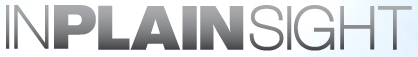
Logo della serie televisiva

La prima stagione della serie televisiva In Plain Sight - Protezione testimoni è stata trasmessa in prima visione negli Stati Uniti d'America da USA Network dal 1º giugno al 17 agosto 2008.
In Italia è stata trasmessa in prima visione satellitare da Fox Life dal 24 settembre al 17 dicembre 2009, e in chiaro da LA7 dal 7 giugno al 23 agosto 2011.
| nº | Titolo originale               | Titolo italiano                | Prima TV USA   | Prima TV Italia   |
| -- | ------------------------------ | ------------------------------ | -------------- | ----------------- |
| 1  | Pilot                          | Programma protezione testimoni | 1º giugno 2008 | 24 settembre 2009 |
| 2  | Hoosier Daddy                  | Ricordi da cancellare          | 8 giugno 2008  | 1º ottobre 2009   |
| 3  | Never the Bride                | Diamanti di sangue             | 15 giugno 2008 | 8 ottobre 2009    |
| 4  | Trojan Horst                   | Cavallo di Troia               | 22 giugno 2008 | 15 ottobre 2009   |
| 5  | Who Shot Jay Arnstein          | Chi ha sparato a Jay Arnstein? | 29 giugno 2008 | 22 ottobre 2009   |
| 6  | High Priced Spread             | Scommesse pericolose           | 6 luglio 2008  | 29 ottobre 2009   |
| 7  | Iris Doesn't Live Here Anymore | Iris non abita più qui         | 13 luglio 2008 | 5 novembre 2009   |
| 8  | Don of the Dead                | Il vangelo secondo Don         | 20 luglio 2008 | 19 novembre 2009  |
| 9  | Good Cop, Dead Cop             | Pregiudizio fatale             | 27 luglio 2008 | 26 novembre 2009  |
| 10 | To Serge with Love             | A Serge con amore              | 3 agosto 2008  | 3 dicembre 2009   |
| 11 | Stan by Me                     | Il sequestro                   | 10 agosto 2008 | 10 dicembre 2009  |
| 12 | A Fine Meth                    | Affari di famiglia             | 17 agosto 2008 | 17 dicembre 2009  |